# Добриднівка
Добри́дні́вка — село Андрієво-Іванівської сільської громади у Березівському районі Одеської області, Україна. Населення становить 155 осіб.

## Населення
Згідно з переписом УРСР 1989 року чисельність наявного населення села становила 168 осіб, з яких 80 чоловіків та 88 жінок.
За переписом населення України 2001 року в селі мешкало 155 осіб.

### Мова
Розподіл населення за рідною мовою за даними перепису 2001 року:
| Мова       | Відсоток |
| ---------- | -------- |
| українська | 94,84 %  |
| російська  | 3,23 %   |
| румунська  | 1,29 %   |
| румунська  | 0,65 %   |